# دیده‌بان دریا
دیده‌بان دریا (انگلیسی: Sea-Watch) یک سازمان مردم‌نهاد آلمانی است که دایره فعالیتش در دریای مدیترانه است و به دنبال راه‌اندازی کشتی‌ها برای نجات پناهندگان در این زمینه فعال شد.

## تاریخچه
در ۶ نوامبر ۲۰۱۷، خدمه یک کشتی دیده‌بان دریا در عملیاتی که نیروی دریایی لیبی از آن ممانعت کرده بود، ۵۸ نفر را نجات دادند و بیست نفر دیگر غرق شدند. فیلم‌های ویدیویی که گارد ساحلی لیبی را در این ماجرا دخیل می‌کرد، بعداً در اقدام قانونی علیه ایتالیا در دادگاه حقوق بشر اروپا مورد استفاده قرار گرفت.

### ۲۰۱۸
کشتی دیده‌بان دریا پس از اینکه بین ژوئیه و اکتبر در مالت توقیف شد، عملیات خود را در نوامبر ۲۰۱۸ از سر گرفت.
در ۲۲ دسامبر ۲۰۱۸، یکی دیگر از کشتی‌های سازمان، دیده‌بان دریا ۳، حدود ۳۲ نفر را نجات داد، اما نتوانست در مالت، ایتالیا یا اسپانیا پهلو بگیرد.

### ۲۰۱۹
در ۳ ژانویه ۲۰۱۹، فرانسه، آلمان و هلند پیشنهاد کردند تا برخی از ۴۹ مهاجر بازداشت شده در مالت را توسط «دیده‌بان دریا» و «چشم دریا» به عنوان یک تلاش جمعی منتقل کنند. به گفته مینا آندریوا، سخنگوی کمیسیون اروپا، به نقل از کمیسر مهاجرت، دیمیتریس اوراموپولوس گفت: «نیاز به همبستگی بیشتر همراه با به‌کارگیری راه حل‌های قابل پیش‌بینی و پایدار برای فعالیت در مدیترانه» داد.
دو هفته پس از نجات، ۴۹ مهاجر علیرغم درخواست پاپ فرانسیس، هنوز در ساحل مالت در «دیده‌بان دریا» و «چشم دریا» در بازداشت به سر می‌برند. در ۹ ژانویه، پس از توافقی که برای انتقال آنها به هشت کشور اروپایی دیگر حاصل شد، سرانجام اجازه پیاده شدن در مالت به آنها داده شد. در ۱۹ ژانویه، دیده‌بان دریا ۳ تعداد ۴۷ مهاجر دیگر را نجات داد. دولت ایتالیا از ورود این کشتی به بندر ممانعت کرد و اقدام قانونی علیه هلند را آغاز نمود و سپس پرونده را به دادگاه اروپایی حقوق بشر ارجاع داد. در ۲۹ ژانویه، ایتالیا، آلمان، فرانسه، مالت، پرتغال، رومانی و لوکزامبورگ موافقت کردند که ۴۷ مهاجر را جابجا کنند. معاون نخست‌وزیر ایتالیا ماتئو سالوینی خواستار توقیف دیده‌بان دریا ۳ شد. هنگامی که کشتی در شهر کاتانیا ایتالیا لنگر انداخته بود تا مهاجران را پیاده کند، ارتش ایتالیا این کشتی را به دلیل «چندین نقض قانون» توقیف کرد. سازمان دیده‌بان دریا انسداد را فشار سیاسی نامید.
در ۱۹ مه ۲۰۱۹، پلیس ایتالیا دیده‌بان دریا ۳ را در جزیره لامپدوسا متوقف کرد و به ۴۷ مهاجری که در ۱۵ مه ۲۰۱۹ آنها را توقیف کرده بود، اجازه پیاده‌شدن داد. گزارش این عملیات خشم ماتئو سالوینی را برانگیخت که مخالف پهلوگیری کشتی و پیاده شدن مهاجران بود. این کشتی دوباره در۱۲ ژوئن ۲۰۱۹ توقیف و از ۵۳ مهاجری که در سواحل لیبی نجات پیدا کرده بودند، ایتالیا تنها به ۱۱ نفر از آنها اجازه پیاده شدن داد. در ژوئن ۲۰۱۹، کاپیتان این کشتی تهدید کرد که علیرغم ممنوعیت، در لامپدوسا پهلو خواهد گرفت و در نهایت وارد آب‌های سرزمینی ایتالیا می‌شود. به گفته سازمان دیده‌بان دریا، این نه به عنوان یک اقدام تحریک آمیز، بلکه یک امر ضروری و مسئولانه بوده است. در روزنامه فرانسوی لو موند ستونی چاپ شد مبنی بر اینکه کاپیتان کارولا راکت فقط وجود کنوانسیون‌های بین‌المللی را به همه ما یادآوری می‌کند مانند اینکه نجات در دریا یک وظیفه همگانی است. در سرمقاله‌ای در همین روزنامه، ۷۰۰ چهره مشهور از مهاجران حمایت کردند و با سالوینی مخالفت نمودند. نظرسنجی روزنامه ایتالیایی ایل جورناله نشان داد که ۶۱ درصد از ایتالیایی‌ها با فرود کشتی دیده‌بان ۳ در لامپدوسا مخالف بودند. در شب ۲۸ تا ۲۹ ژوئن، کشتی توقیف شد و کارولا راکت به دلیل کمک به مهاجرت غیرقانونی دستگیر شد. کشتی دیده‌بان ۳ بعداً بر اساس قانون ایتالیا که پس از برخورد با قایق گشتی کلاس ۸۰۰ سعی کرده بود مانع از پهلوگیری کشتی بزرگتر شود در نتیجه قایق به اسکله رانده شد.
- ام‌اس دیده‌بان دریا، کشتی ماهیگیری با ۱۰۰ سال سابقه، در اولین مأموریت خود
- ام اس دیدبان دریا در ۵ ژوئیه ۲۰۱۵ در محاصره قایق‌های پناهندگان و قایق‌های نجات که در انتظار کمک است.
- ام اس دیدبان دریا در ۵ ژوئیه ۲۰۱۵ در محاصره قایق‌های پناهندگان و قایق‌های نجات که در انتظار کمک است.
- در ۱۹دسامبر ۲۰۱۸، دیدبان دریا ۳ در حال گشت زنی در منطقه مرکزی مدیترانه درجستجوی نجات پناهندگان، دو روز قبل از نجات ۳۲نفر. این حادثه به درگیری ۱۸ روزه در مالت منجر شد.